# Francesc Miralles Bofarull
Francesc Miralles Bofarull (Tarragona, 1940) es historiador y crítico de arte, experto en pintura del modernismo y el postmodernismo catalán. Fue profesor adjunto del Departamento de Historia del Arte de la Universidad de Barcelona entre 1965 y 1974 y profesor de Historia del Arte de la Escuela Massana entre 1966 y 1971, de la que fue director en la década de 1980. Es especialista en el arte catalán contemporáneo y autor de diversas publicaciones, entre ellas L'època de les avantguardes, 1917-1970 y el tomo VII de la Historia del Art Català, de la que es cooordinador. Ha escrito monografías sobre Rafael Durancamps, Van Gogh, Joaquin Mir y Pere Pruna, entre otras. Durante años, fue crítico de arte en el semanario Destino y en el diario La Vanguardia, entre otras publicaciones.

## Obras principales
Sus obras principales son: la monografía Anglada-Camarasa (1981), con Francesc Fontbona, que contiene el catálogo razonado de su pintura; la monografía catálogo sobre los dibujos del mismo Anglada (2006); la monografía más extensa sobre el ceramista Llorens Artigas (1992), también con catálogo de su obra, y un conjunto de monografías sobre Joaquin Mir, que representan el estudio de este pintor por etapas y que han convertido a Miralles en el principal experto sobre el pintor, de ahí que fuera nombrado comisario de la retrospectiva del artista que se hizo en 2009 en el Caixaforum de Barcelona.

## Obra en catalán
- Crònica i treballs del dibuixant, gravador i escultor Pla-Narbona, con Francesc Fontbona. Barcelona: Curial, 1974.
- Anglada Camarasa, con Francesc Fontbona. Barcelona: Polígrafa, 1981.
- Historia del Art Català: del modernisme al noucentisme, Volumen VII, Edicions 62, 1985
- L'època de les avantguardes, 1917-1970, Edicions 62, 1989, ISBN 9788429719987
- Durancamps, Editorial Ausa, 1991, ISBN 8486329760
- Llorens Artigas: Catálogo de obra, Polígrafa, 1992 ISBN 9788434307018
- Van Gogh. La obra de una vida, PML Ediciones, 1994
- Oleguer Junyent. Barcelona: Cetir Centre Mèdic, 1994
- Mallol Suazo, Ediciones Mayo, Barcelona, 1995
- Pere Pruna, Lunwerg Editores, Barcelona, 1998
- Joaquim Mir a Andorra, Viena Edicions, 2002 ISBN 84-8330-364-7
- Francesc Gimeno, passió i llibertat, Barcelona: Viena Edicions, 2005
- Joaquim Mir a Vilanova, Barcelona: Viena Edicions, 2007
- Joaquim Mir al camp de Tarragona, Viena, 2 ed, 2008 ISBN 9788483304655, con traducción al castellano y al inglés.

## Obras en castellano
- Anglada-Camarasa. Dibujos, Catálogo razonado, con Francesc Fontbona, Ed. Mediterránea, 2006. ISBN 10:84-8334-787-3. Recopilación de dibujos de Anglada-Camarasa.[4]